# 実況パワフルプロ野球 チャンピオンシップ2017
『実況パワフルプロ野球 チャンピオンシップ2017』（じっきょうパワフルプロやきゅう チャンピオンシップにせんじゅうなな）は2017年5月25日よりPlayStation Storeで配信開始された無料のゲームソフト。
対応プラットフォームはPlayStation 4、PlayStation 3、PlayStation Vita（PlayStation Vita TV対応）。
2018年2月18日をもってダウンロード配信は終了したが、同7月25日より次作実況パワフルプロ野球 チャンピオンシップ2018で配信開始された。

## 概要
2016年に発売された『実況パワフルプロ野球2016』はアップデート（Ver.1.07）により2017年版の選手データに対応するが、その中のオンライン対戦モードの「チャンピオンシップモード」をメインとし無料ソフトとして配信したもの。ただし、対戦は本作でも同機種間のみ（PS4同士、PS3同士、PS Vita同士のみ）。使用できる球場は架空球場のもの（クラウンスタジアム、山ノ手球場、ブルースタジアム、地方球場）のみ。
イメージイラストは『2016』の「2017年度データ」と同様、王冠をかぶり、王様のようなマントをしたパワプロくんがバットを振っているもの。
収録されている選手のデータはオンラインアップデートで更新されるとしている。
2017年11月21日時点、実装選手の詳細は『パワプロ2016』の収録選手についてを参照。

## ゲームモード

### チャンピオンシップ
2018年4月19日にオンラインサービスが終了したため現在はプレイ不可となった。
チャンピオンシップ
大会に参加して、オンライン通信対戦を行う。このモードでは、『実況パワフルプロ野球2016』同機種のみでのプレイヤーとマッチングし対戦することもある。
だれかと対戦
オンラインで全国のプレイヤーと対戦を行う「フリー対戦」のモード。CPの取得は無く、「大会」勝ち負けの記録は残らない。
友達と対戦
部屋を作成して自分が主催してフレンドと対戦を行う。あるいはフレンドの作成した部屋に入って対戦する「フリー対戦」のモード。

### その他のモード
対戦（ひとりで）
CPUを相手に1人で対戦するモード。『2016』とは異なり、こちらでは「なりきり操作」、「監督操作」、「観戦試合」は搭載されていない。
対戦（ふたりで）
コントローラーを2つ使用して2人で対戦するモード。Vita版では「アドホック対戦」となっている。
練習
攻撃・投球・守備・総合攻撃・総合守備から選択し、操作の練習を行える。
データあれこれ
音量設定やCPUの強さ、操作方法、木製バット音声などを設定できる。
選手データ
登録されている選手の能力データを閲覧できる。
アレンジ
チーム名やユニフォームなどをアレンジしてオリジナルのチームを作成できる。
『パワプロ2016』の「2017年度データ」と同様「プロ野球選手オールスター」、「サクセスオールスター」といったチームベースのおまかせ構成が可能になる。

## 登場人物
熱盛 宗厚（あつもり　むねあつ）CV：金光宣明
パワフルTVの男性アナウンサー。チャンピオンシップの「大会」モードでの実況を務める。
それ以外のモードの実況は堂前英男が行う。
元高校球児であり、トレードマークでもあるヘッドセットマイクは『2016』の「パワフェス」で使用した「甲子園で使われていた伝説のマイク」ではなく、『パワプロ ヒーローズ』以降の「PTV」と書かれた新たなヘッドマイクを付けるようになった。
響乃 こころ（ひびきの こころ）：CV永野愛理
チャンピオンシップモードに登場するパワテレの新人アナウンサー。
モードの案内と説明を任されている。
選手オーダー中に「響乃こころのココがポイント！」というコーナを設け、相手チームの特徴や傾向の情報を伝えていた。

## 公式イベント
本作および『実況パワフルプロ野球2016』を使用した大会「パワプロチャンピオンシップス2017」がコナミによって開催された。
- 2017年8月26日・27日 - 堂島リバーフォーラムにて大阪大会実施。
- 2017年9月9日・10日 - サッポロファクトリーにて札幌大会実施。
- 2017年10月14日・15日 - ソラリアプラザ1階にて福岡大会実施。
- 2017年11月18日・19日 - フジテレビ22階フォーラムにて東京大会実施。
- 2018年1月6日 - 幕張メッセ2-3ホールにて全国決勝大会実施。